# NGC 7517
NGC 7517 este o galaxie situată în constelația Peștii. A fost descoperită în 5 octombrie 1863 de către Albert Marth. Se află la o distanță de 98,54 de megaparseci de Pământ.